# Wilhelm Thierry Preyer

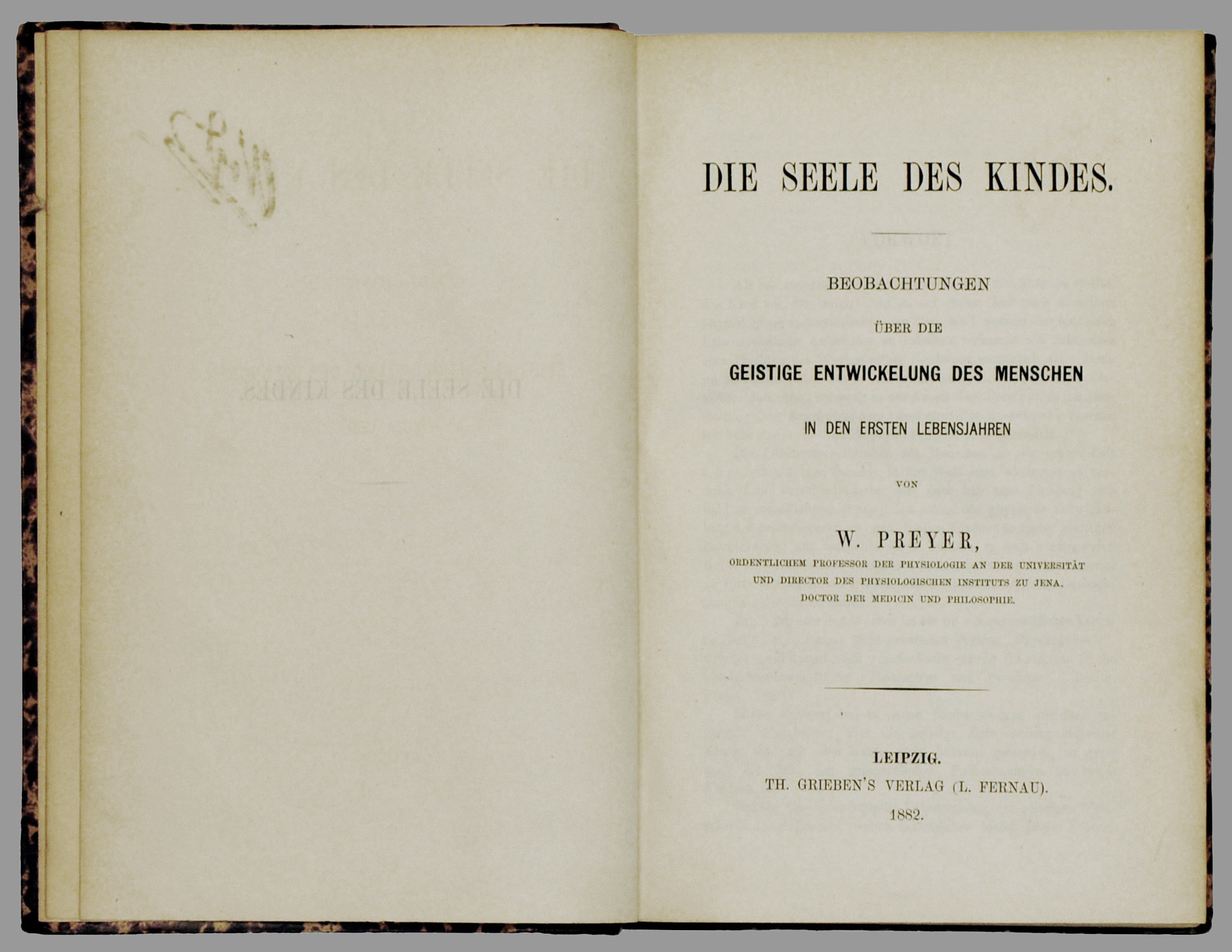
Strona tytułowa pracy Dusza dziecka...

Wilhelm Thierry Preyer (znany także pod imieniem William, ur. 4 lipca 1841 w Rusholme, zm. 17 lipca 1897 w Wiesbaden) – niemiecki fizjolog i psycholog. Profesor uniwersytetu w Jenie. Pionier psychologii rozwojowej. Autor prac z zakresu fizjologii, dotyczących głównie wzroku, słuchu, oddychania, krwi oraz mechaniki mięśni.

## Wykształcenie i zainteresowania naukowe
Studia medyczne odbył w Bonn, Heidelbergu i Wiedniu, W 1865 habilitował się na Wydziale Filozofii w Bonn jako prywatny wykładowca zoofizyki i zoochemii, a w 1866 uzyskał doktorat z medycyny na podstawie rozprawy De haemoglobino observationes et experimenta. Swoją karierę naukową rozpoczął badaniami w dziedzinie biochemii, między innymi pracując nad składem chemicznym krwi. Stopniowo jego zainteresowania kierowały się w stronę fizjologii człowieka, w 1867 habilitował się z fizjologii w Jenie. Preyer był profesorem zoochemii, zoofizyki i fizjologii zwierząt na uniwersytecie w Jenie. Jest autorem dzieła Dusza dziecka - Spostrzeżenia nad umysłowym rozwojem człowieka w pierwszych latach życia, które dostarczyło impulsu do dalszych badań w zakresie psychologii rozwojowej. Z powodu choroby przeniósł się do Wiesbaden, gdzie 17 lipca 1897 roku zmarł na przewlekłą chorobę nerek i wątroby.

## Badania dotyczące psychologii rozwoju człowieka
Przez trzy lata prowadził dokładne badania rozwoju psychicznego swojego syna. Tak powstała praca Dusza dziecka..., która stanowi systematyczne opracowanie bardzo bogatego materiału naukowego. W dziele tym po raz pierwszy dokonano:
- inwentaryzacji i analizy odruchów u małych dzieci
- opisano kolejność ich występowania i rolę życiową
- przedstawiono genezę czynności dowolnych na podłożu odruchów
- opisano początki rozwoju mowy do lat trzech
- opisano czynności ekspresyjne np. zdziwienia, śmiechu itp. (wcześniej temat ekspresji emocji podjął Karol Darwin w pracy Wyrazy uczuć u ludzi i zwierząt z 1872 r., jednak nie uwzględnił on dzieci)

Dzieło Dusza dziecka... było pierwszą pracą z dziedziny psychologii rozwojowej opartym na badaniach systematycznych. Nowatorstwo Preyera polegało na tym, że poddał on analizie naukowej szereg zupełnie nowych problemów takich jak ruchliwość, odruchy, geneza mowy, ekspresje mimiczno-gestykulacyjne, geneza ruchów i czynności dowolnych. Zaakcentował on problem rozwoju motoryki, co w jego czasach w ogóle nie było badane.
Preyer napisał też pracę Rozwój umysłowy we wczesnym dzieciństwie, jednak problem rozwoju intelektualnego omówił w znacznej mierze w oparciu o literaturę naukową.
Był gorącym zwolennikiem darwninizmu oraz programu psychofizjologii Wilhelma Wundta. Inicjując powstanie psychologii rozwojowej czerpał z obu tych dziedzin.